# Rozanne Colchester
Rozanne Felicity Hastings Colchester, de soltera Medhurst, (10 de noviembre de 1922 – 17 de noviembre de 2016) fue una criptoanalista británica que trabajó en Bletchley Park y entró a formar parte de la inteligencia británica en la década de 1940.

## Trayectoria
Conoció a Benito Mussolini y a Adolf Hitler antes de la Segunda Guerra Mundial.
En 1941, se unió a Bletchley Park como criptonalista. La reclutó su propio padre, el oficial de la Real Fuerza Aérea británica (RAF) Charles Medhurst, que estaba involucrado en inteligencia militar. Hablaba italiano, lo que la llevó a unirse a la sección de la RAF. Después de una entrevista brillante, fue contratada inmediatamente y completó dos días de entrenamiento impartido por el director de la agencia británica de inteligencia de señales Joe Hooper.
Colchester entró en una de las "organizaciones más secretas de Gran Bretaña", Bletchley Park. La mayor parte de lo que se hacía allí "se basaba en el descifrado y ordenamiento forense de miles de mensajes del enemigo". Desempeñó un papel fundamental en el "descifrado y ordenamiento" de los mensajes que llegaban del enemigo, junto con muchas otras mujeres que trabajaban en ese lugar. Debido a la experiencia previa de Colchester en la descodificación, se pudieron descubrir muchos de los "patrones generales de comunicación e información logística confirmada". Durante la entrevista de Colchester con The Guardian, describió cómo "muy duras" las condiciones durante su estancia en Bletchley Park, y su labor como "un trabajo monótono y lento", pero afirmaba que, poco a poco, empezó a entender mejor el código a medida que pasaba el tiempo.
Después de la guerra, entró a formar parte del Servicio de Inteligencia Secreta en un cargo secreto. Trabajó en El Cairo y Estambul, donde ayudó a investigar al agente doble Kim Philby.